# Duvogränd

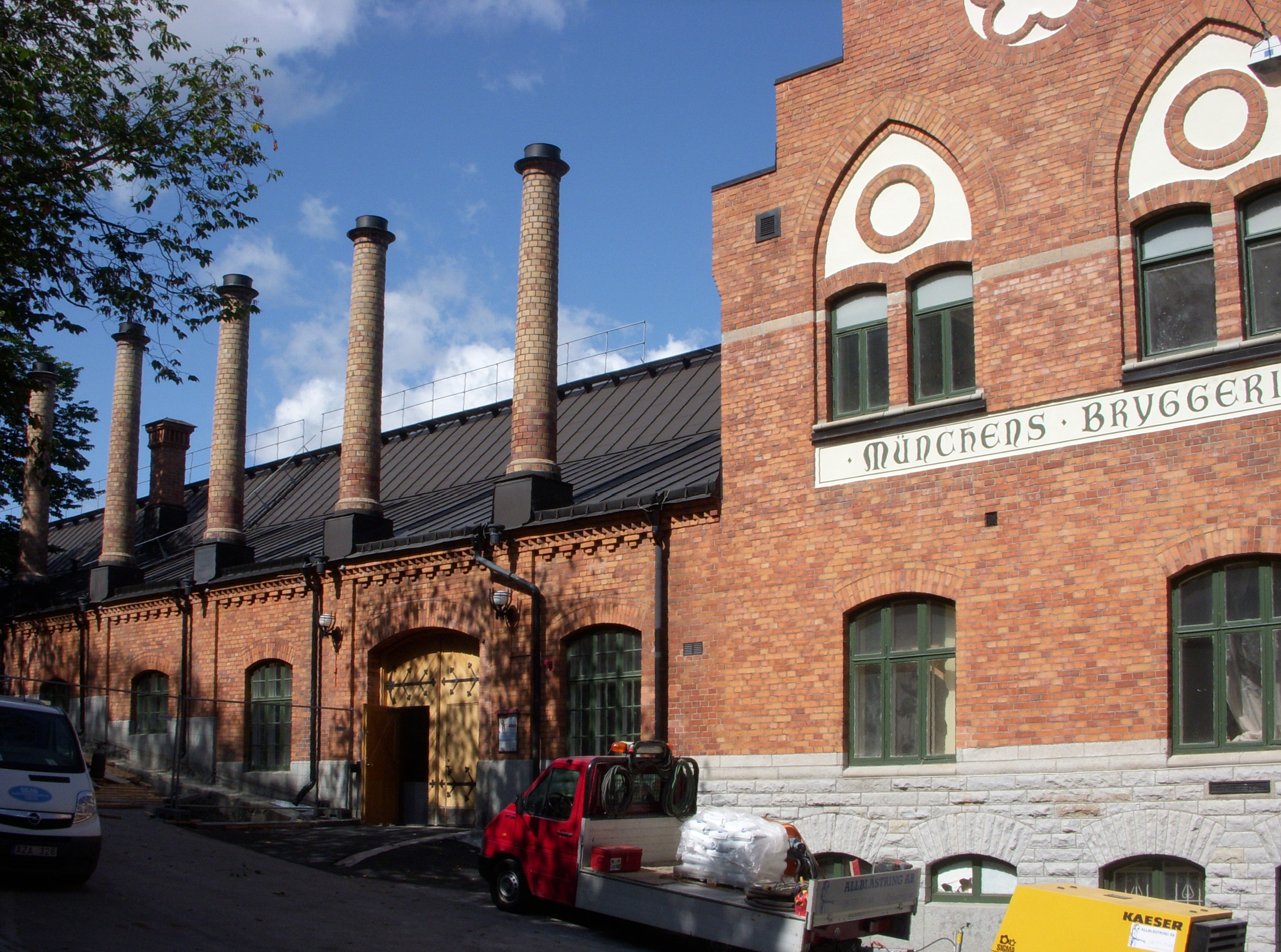
Duvogränd med bevarad byggnad (fem skorstenar) efter Ludwigsbergs verkstad.

Duvogränd är en gata på Södermalm i Stockholm. Gränden fick sitt nuvarande namn 1806 och hette då Dufve Gränden. Samtliga byggnader vid Duvogränd är blåmärkta av Stadsmuseet i Stockholm vilket innebär att de representerar "synnerligen höga kulturhistoriska värden".

## Historik

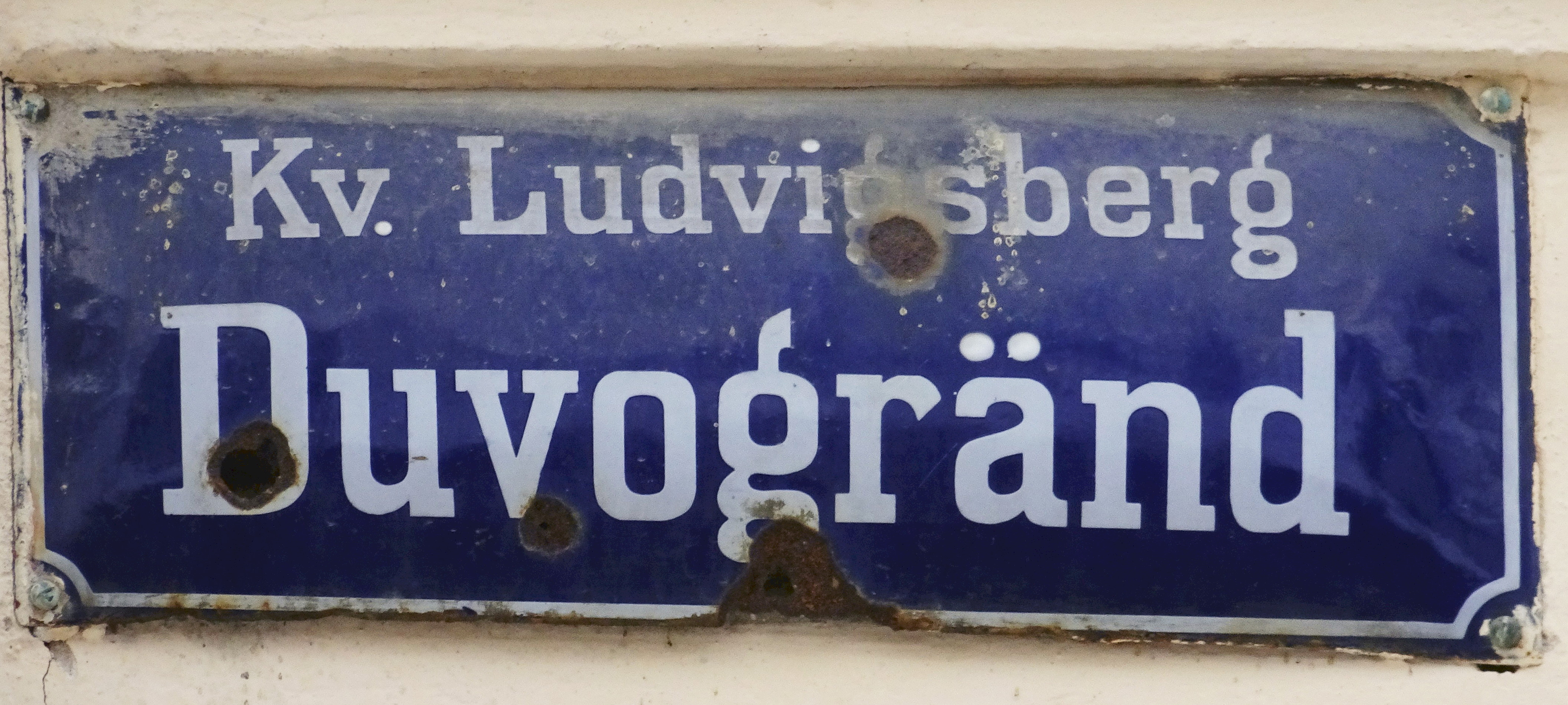
Äldre gatuskylt.

Duvogränd leder från Torkel Knutssonsgatan  mot väster och i en skarp sväng upp till Ludvigsbergsgatan. Troligen är namnet betydligt äldre än från år 1806 och har samband med släktnamnet Duva som omnämns 1695 i Christian Dufwas tomt belägen på Skinnarviksberget. År 1705 omtalas fougden Per Andersons Duffwas gård på samma fastighet. På äldre kartor från före 1885 hade Duvogränd i öster sin fortsättning i Lilla Skinnarviksgränd bakom Öbergska gården. Den kontakten bröts när Torkel Knutssonsgatan sprängdes fram kring sekelskiftet 1900.
Gränden sträcker sig genom kvarteret Ludvigsberg som påminner om Ludvigsbergs Mekaniska Verkstad vilken låg här fram till 1903. Från den tiden finns en byggnad med fem ventilationsskorstenar bevarad. Sedermera förvärvades tomten av Münchenbryggeriet. Intill grändens västra sida märks Villa Ludvigsberg som uppfördes åren 1859–1860 efter ritningar av arkitekt Johan Fredrik Åbom för Jacques Lamm, ägaren av Ludvigsbergs verkstad. Mot öster ligger fastigheten Ludvigsberg 14 med trähusbebyggelse från 1750-talet. Det rödmålade hörnhuset Duvogatan / Ludvigsbergsgatan 16 uppfördes 1753 för ullkammaren Johan Bjurstedt och ägs idag av AB Stadsholmen.

## Bilder

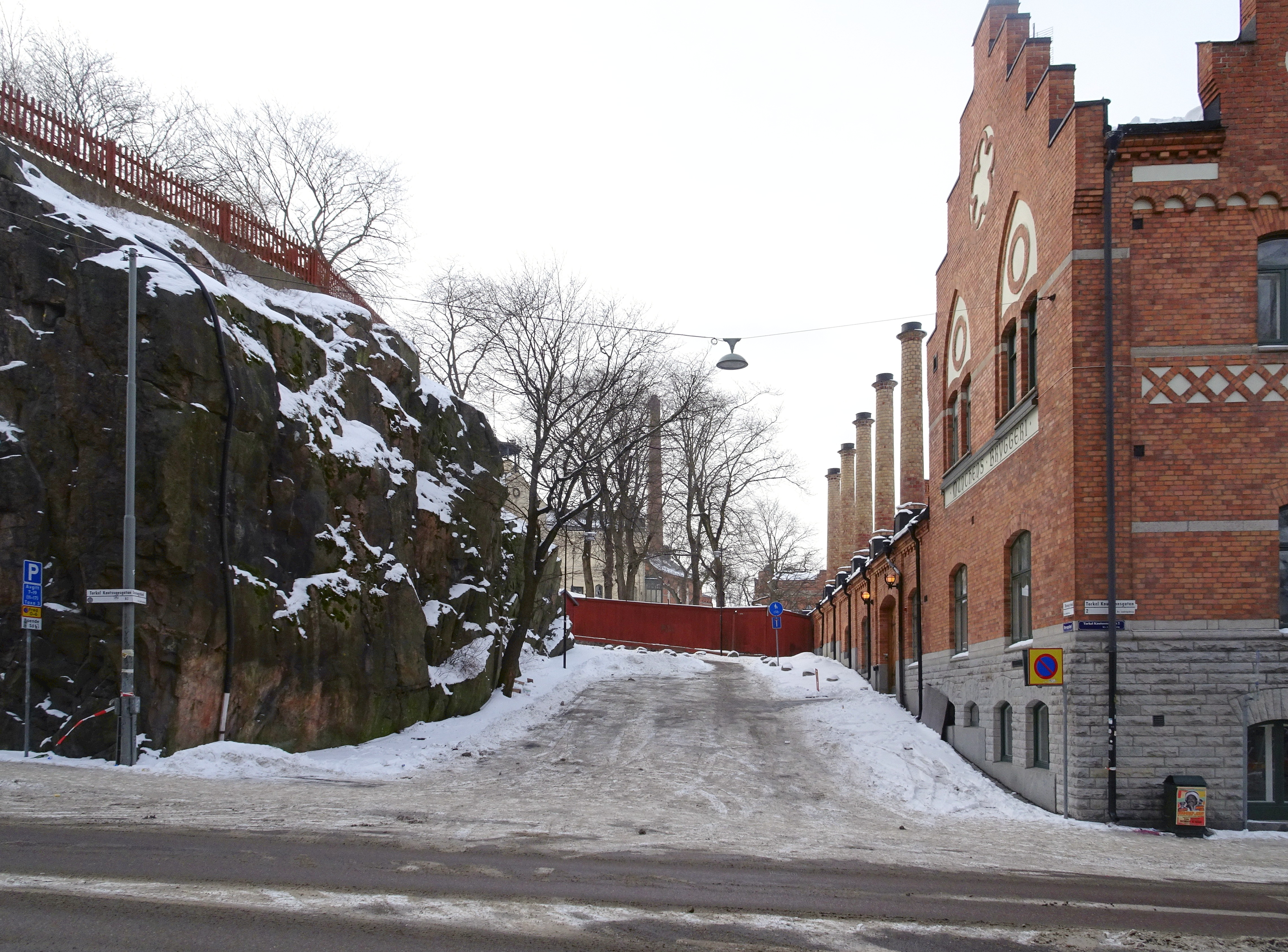
Duvogränd västerut från Torkel Knutssonsgatan, Münchenbryggeriet till höger
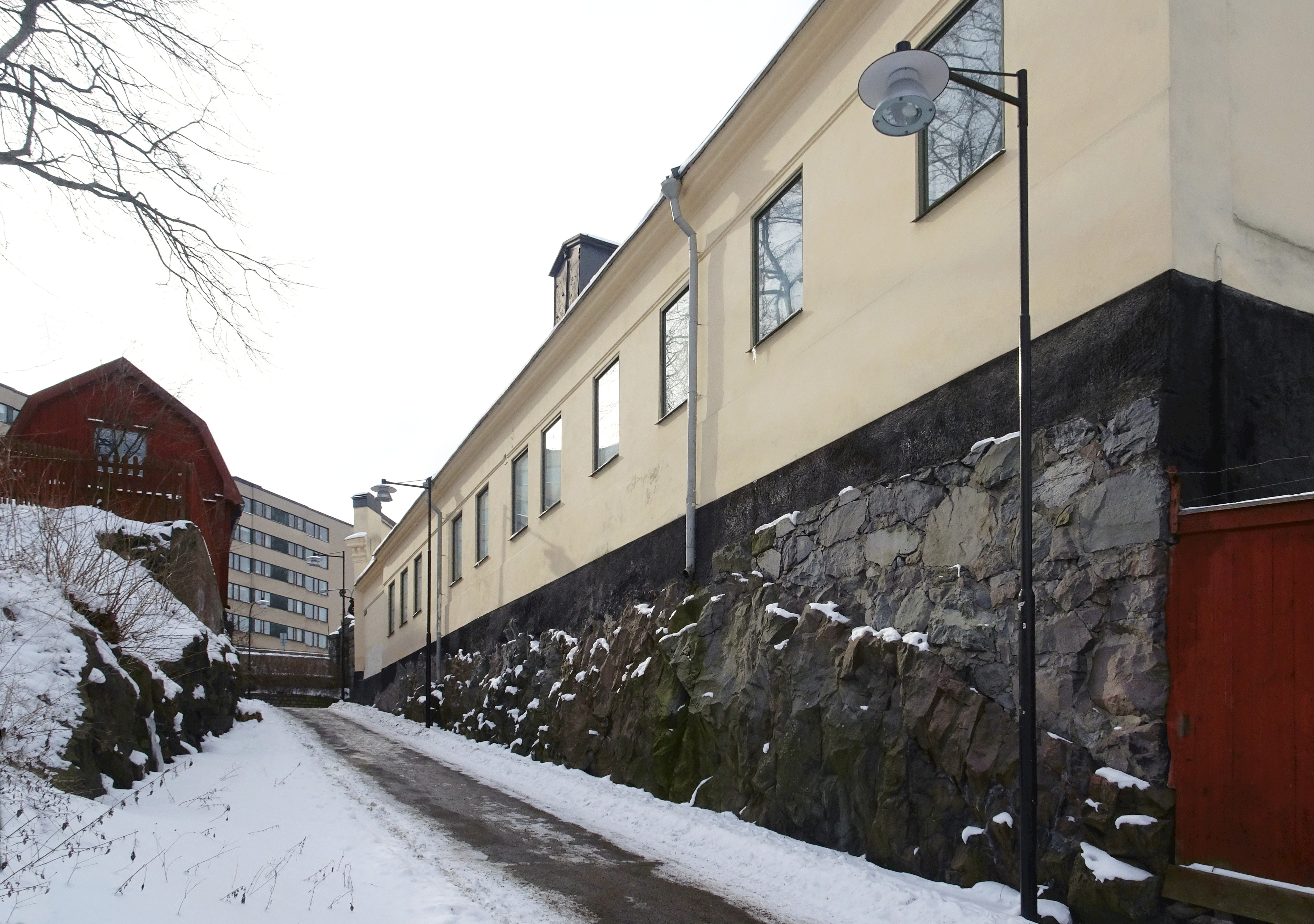
Duvogränd, backen mot Ludvigsbergsgatan
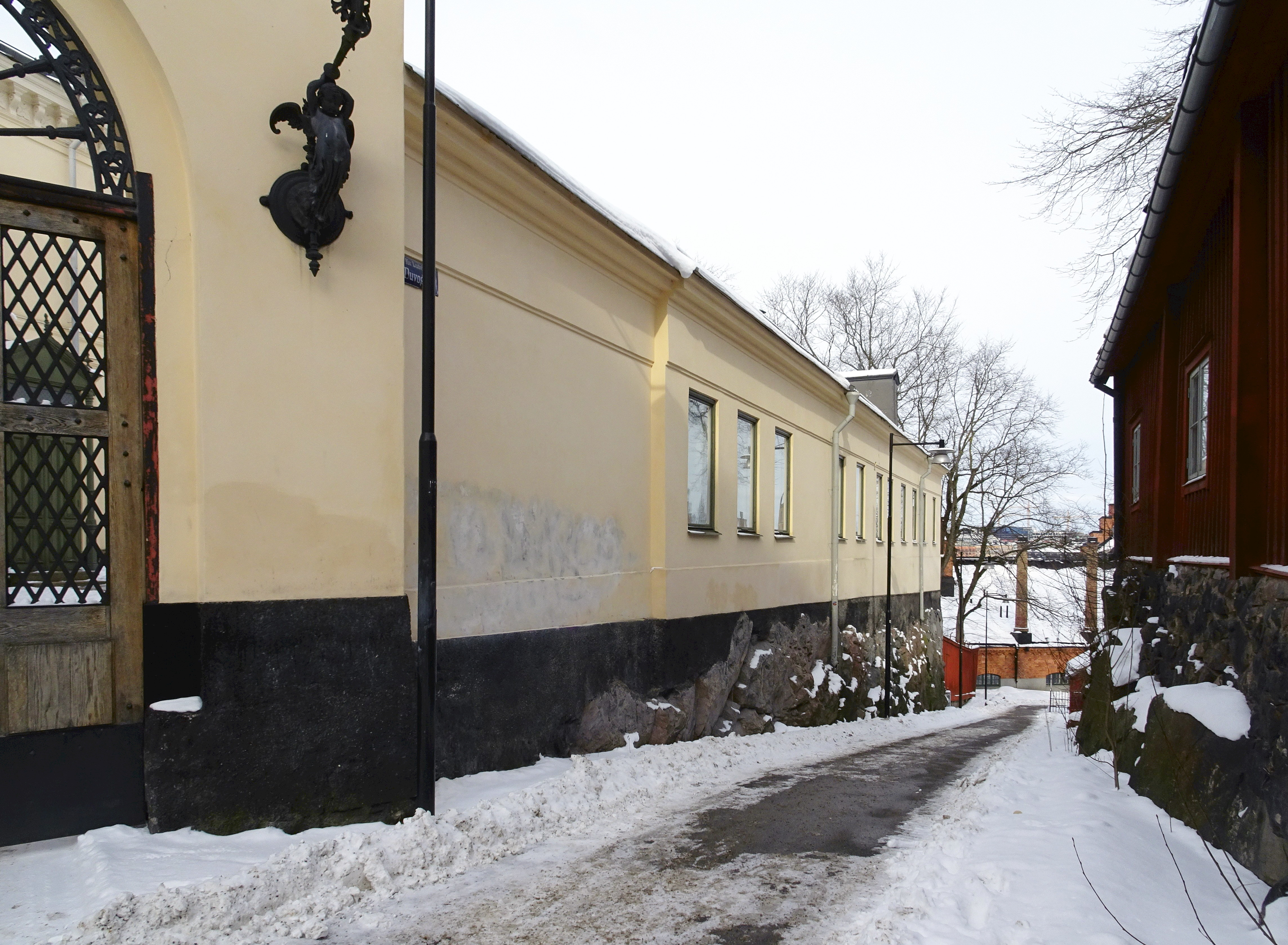
Duvogränd, sedd från Ludvigsbergsgatan
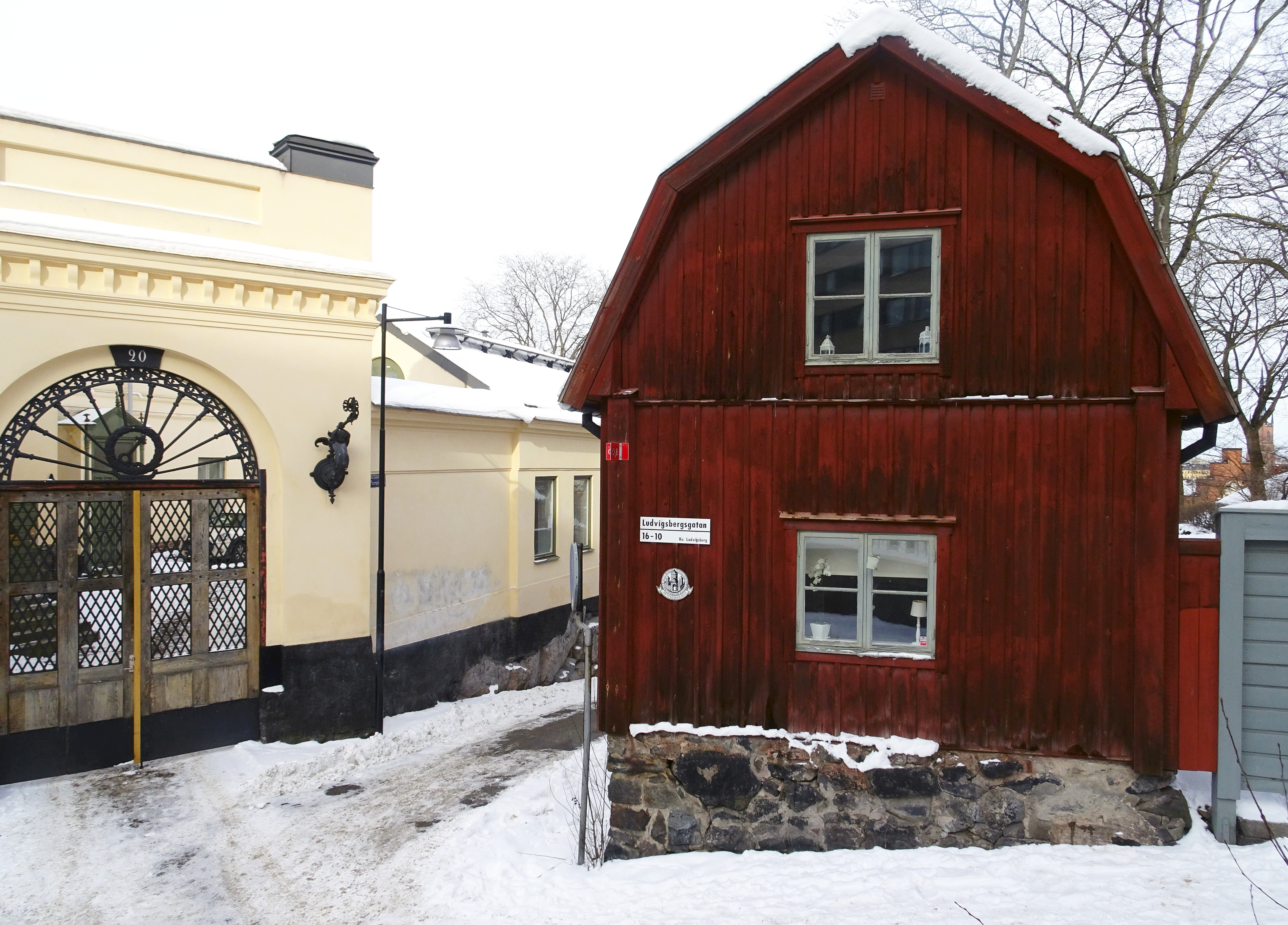
Duvogränd, med entrén till Villa Ludvigsberg till vänster och Ludvigsbergsgatan 16 till höger